# 大田皇女
大田皇女（おおたのひめみこ）は、天智天皇の皇女。母は蘇我倉山田石川麻呂の娘・遠智娘。同母妹に鸕野讚良皇女（持統天皇）。同母弟に建皇子がいる。

## 生涯
同母妹・鸕野讚良皇女とともに大海人皇子（天武天皇）の妃となり、大伯皇女・大津皇子を生むが、夫の即位前に薨去。薨去当時の大伯皇女は7歳、大津皇子は5歳で、母方の祖父である天智天皇に引き取られたという。祖母・斉明天皇、叔母・間人皇女（天智の妹。孝徳天皇皇后）とともに葬られた。
同母妹・鸕野讚良皇女がのちに皇后となったことからみても、長生きしていれば天武の皇后となったかもしれない妃であった。大津皇子にとってこの母を早くに亡くしたことは、皇后所生の草壁皇子との後の対立を含め、人生に大きな影響を与えたと思われる。
2010年（平成22年）、奈良県明日香村の牽牛子塚古墳のそばから新たに石室が出土し、越塚御門古墳と命名された。『日本書紀』に記述されている斉明天皇の墓との位置関係から、一部では大田皇女の墓であることが決定的であると報じられた。

## 血縁
- 父：天智天皇
- 母：蘇我遠智娘（父：蘇我倉山田石川麻呂）
- 同母弟妹：持統天皇、建皇子

- 夫：天武天皇
  - 子女：大来皇女、大津皇子